# Shinya Mitsuoka
Shinya Mitsuoka (光岡 眞矢 Mitsuoka Shinya?), född 22 april 1976 i Kanagawa prefektur, är en japansk före detta fotbollsspelare.
Mitsuoka började sin karriär 1995 i Yokohama Flügels. Efter Yokohama Flügels spelade han för Kyoto Purple Sanga, Vegalta Sendai och Sagawa Express Tokyo. Han avslutade karriären 2003.